# Tramway de Kochi
Le tramway de Kōchi est le réseau de tramways de la ville de Kōchi, au Japon. Il comporte trois lignes et est exploité par la compagnie Tosaden Kōtsū (とさでん交通) communément appelée Tosaden.

## Historique
La compagnie Tosa Electric Railway a été fondée le 8 juillet 1903 et la première ligne de tramway a été ouverte le 2 mai 1904. La compagnie a également exploité une ligne ferroviaire classique, la ligne Aki, qui a fermé en 1974.
En juin 2014, la Tosa Electric Railway était en cessation de paiement. Elle a été fusionnée avec la Kōchiken Kōtsū - également en faillite - pour former la Tosaden Kōtsū, financée par la préfecture de Kōchi et d'autres 12 municipalités.

## Caractéristiques
Avec 25,3 km, le réseau de tramways de Kōchi est le second par sa longueur au Japon, après le tramway d'Hiroshima.
Il compte trois lignes :
- Ligne Sanbashi (桟橋線) : Kōchi-Ekimae — Harimayabashi — Sambashidōri-Gochōme
- Ligne Ino (伊野線): Harimayabashi — Ino
- Ligne Gomen (後免線): Harimayabashi — Gomenmachi

Les lignes Ino et Gomen étant situées dans le prolongement l'une de l'autre, la plupart des rames circulant sur une ligne poursuivent son trajet sur l'autre.

## Materiel roulant

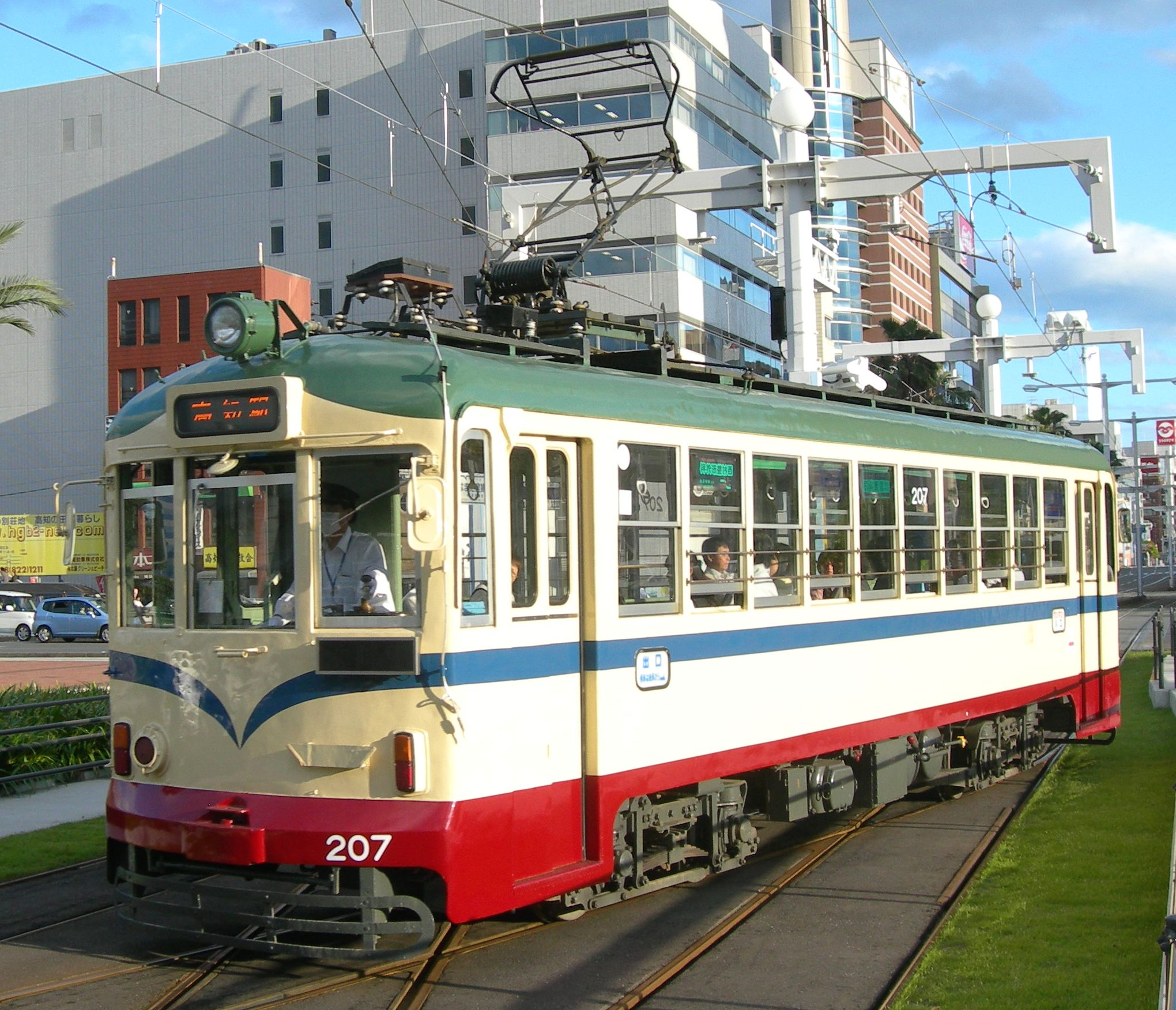
série 200
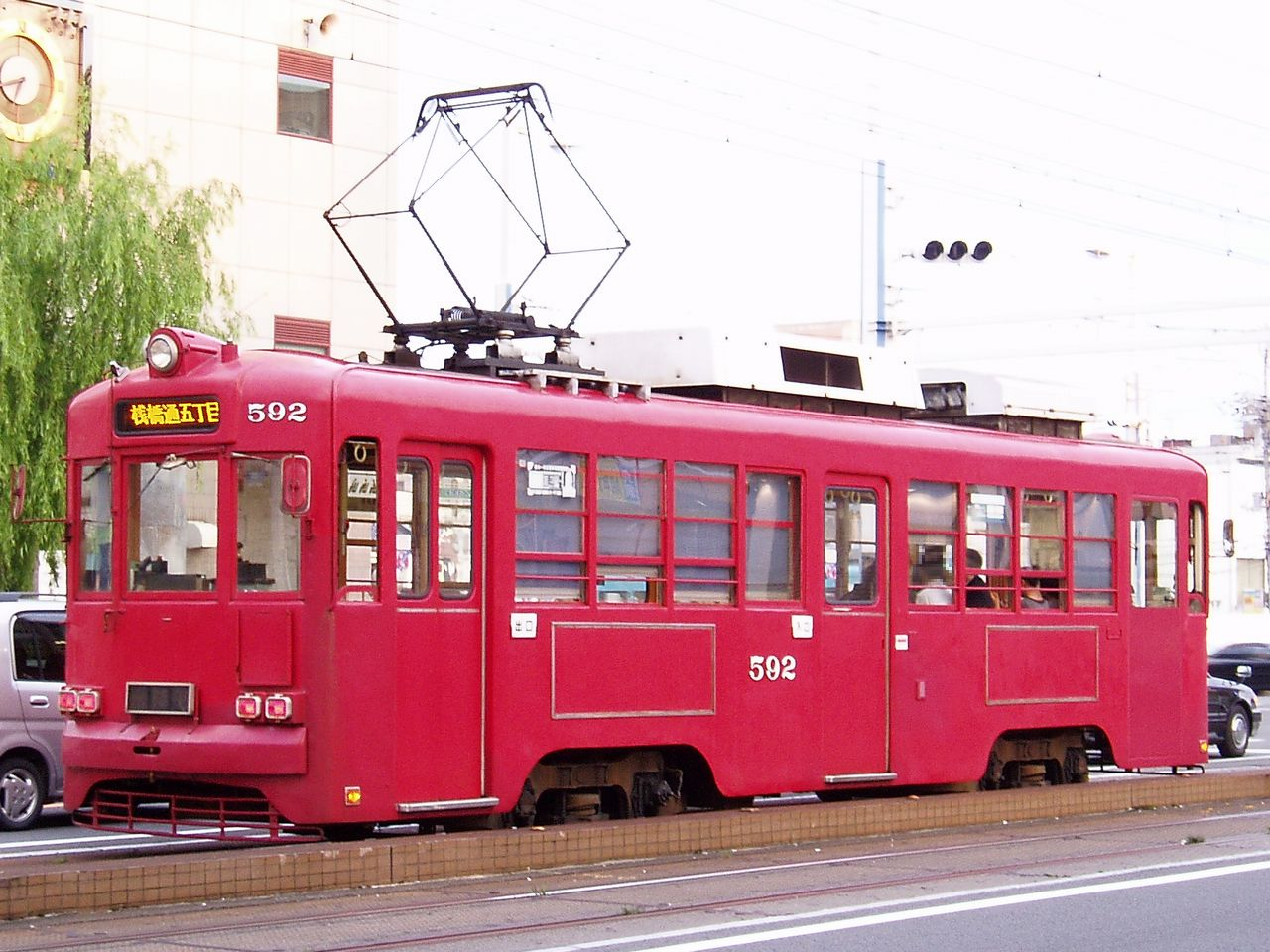
série 590
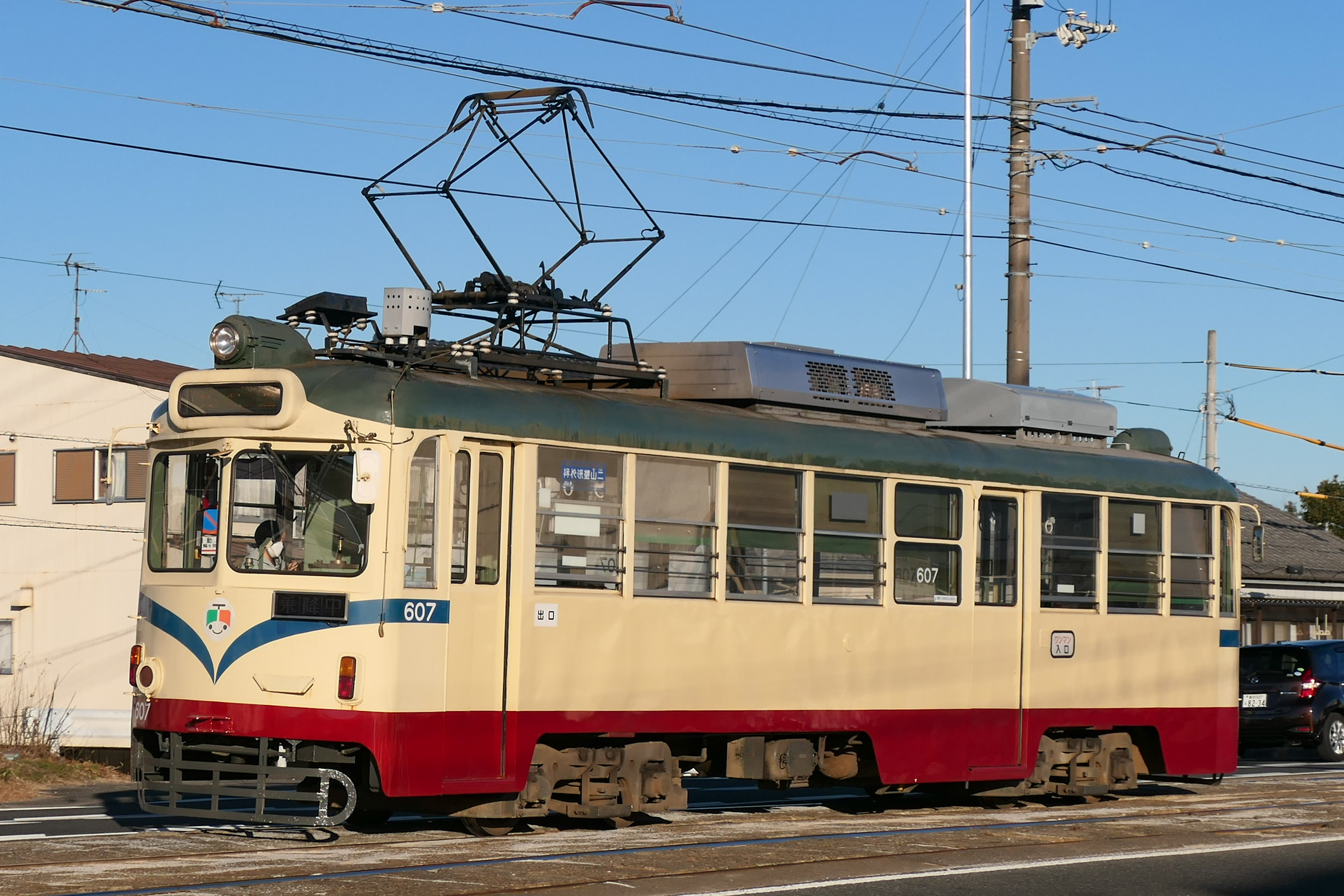
série 600
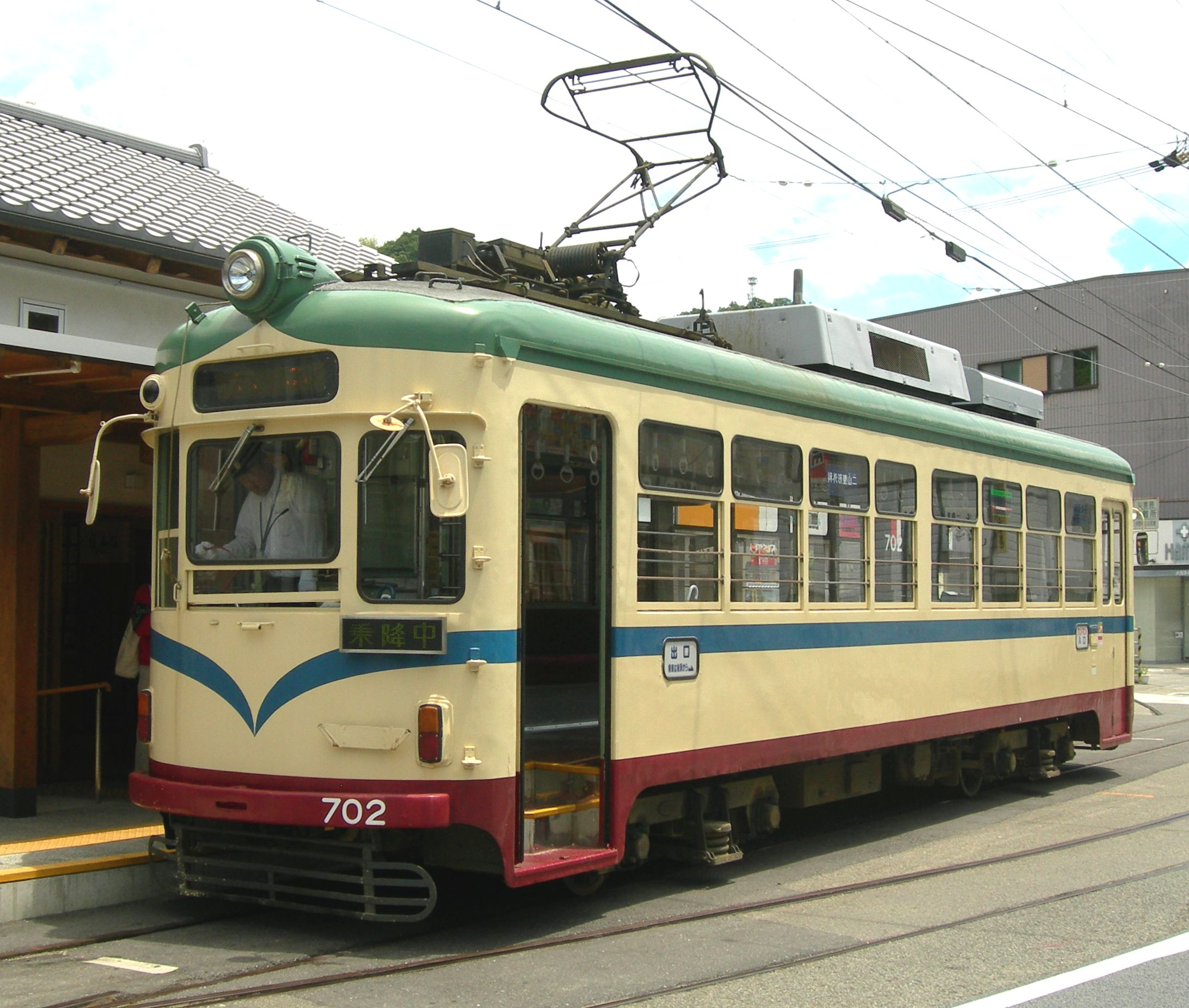
série 700
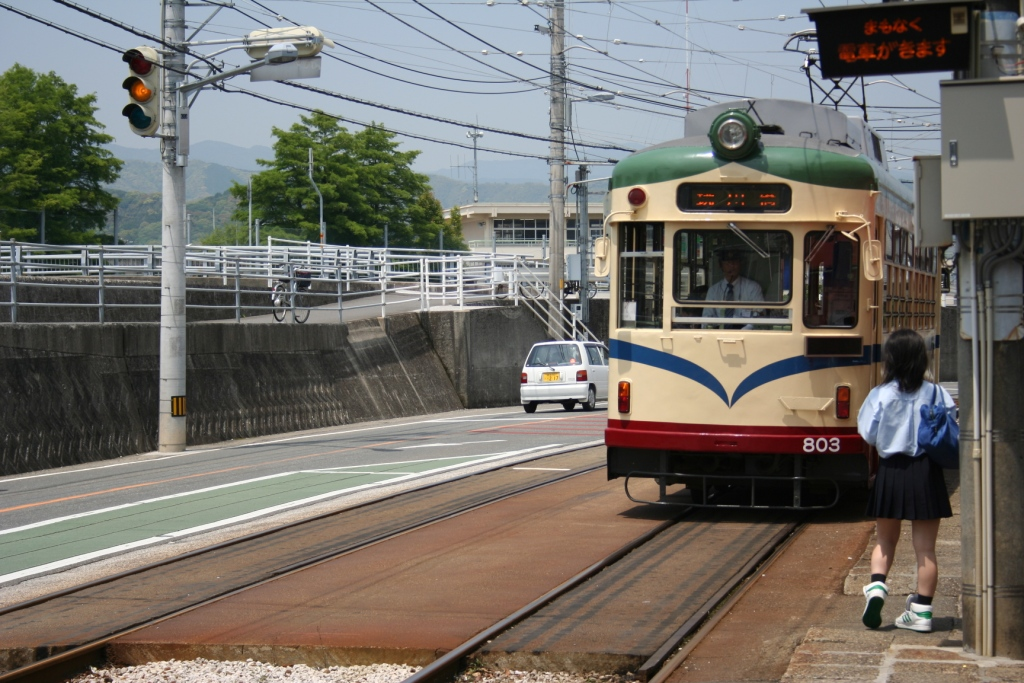
série 800
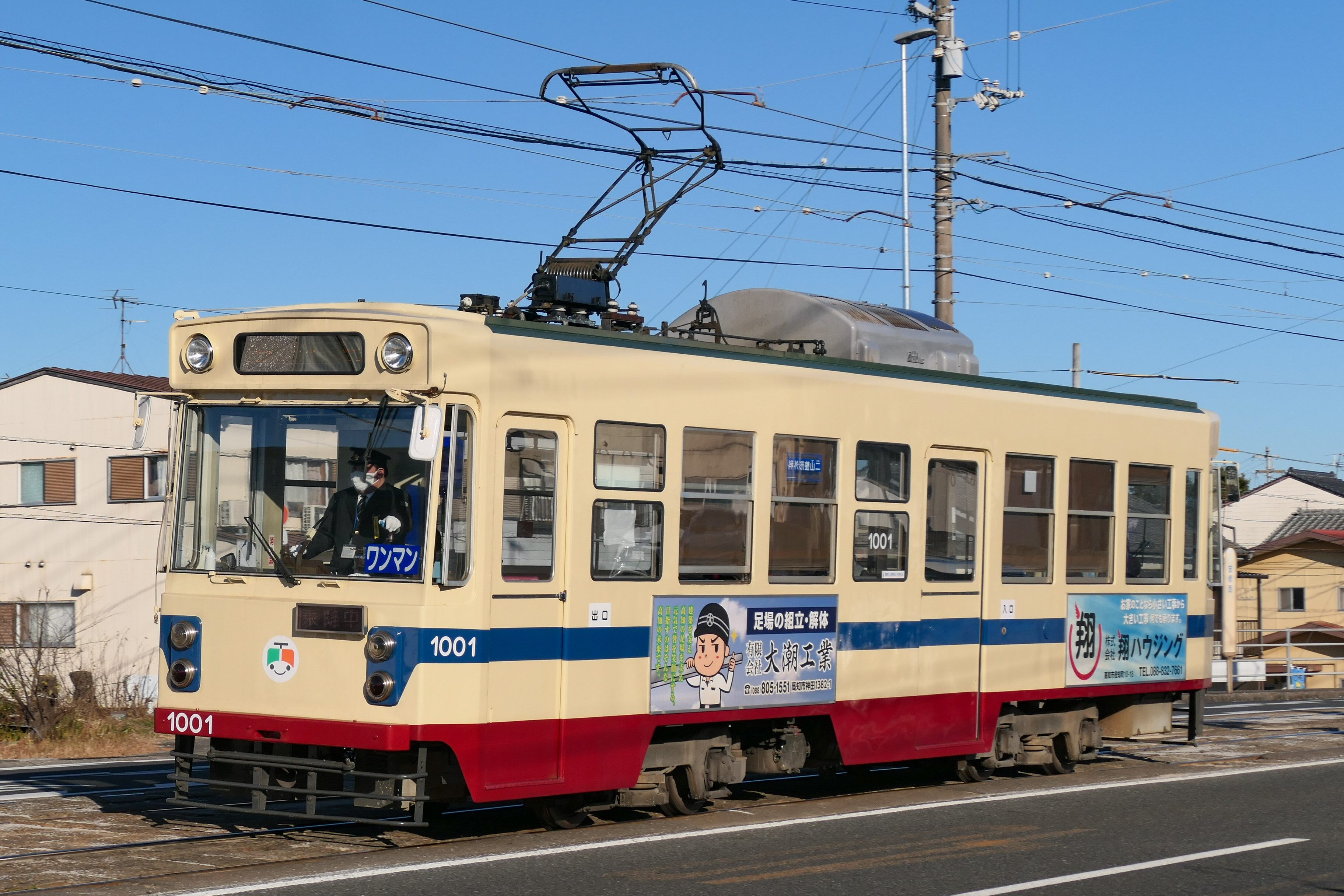
série 1000
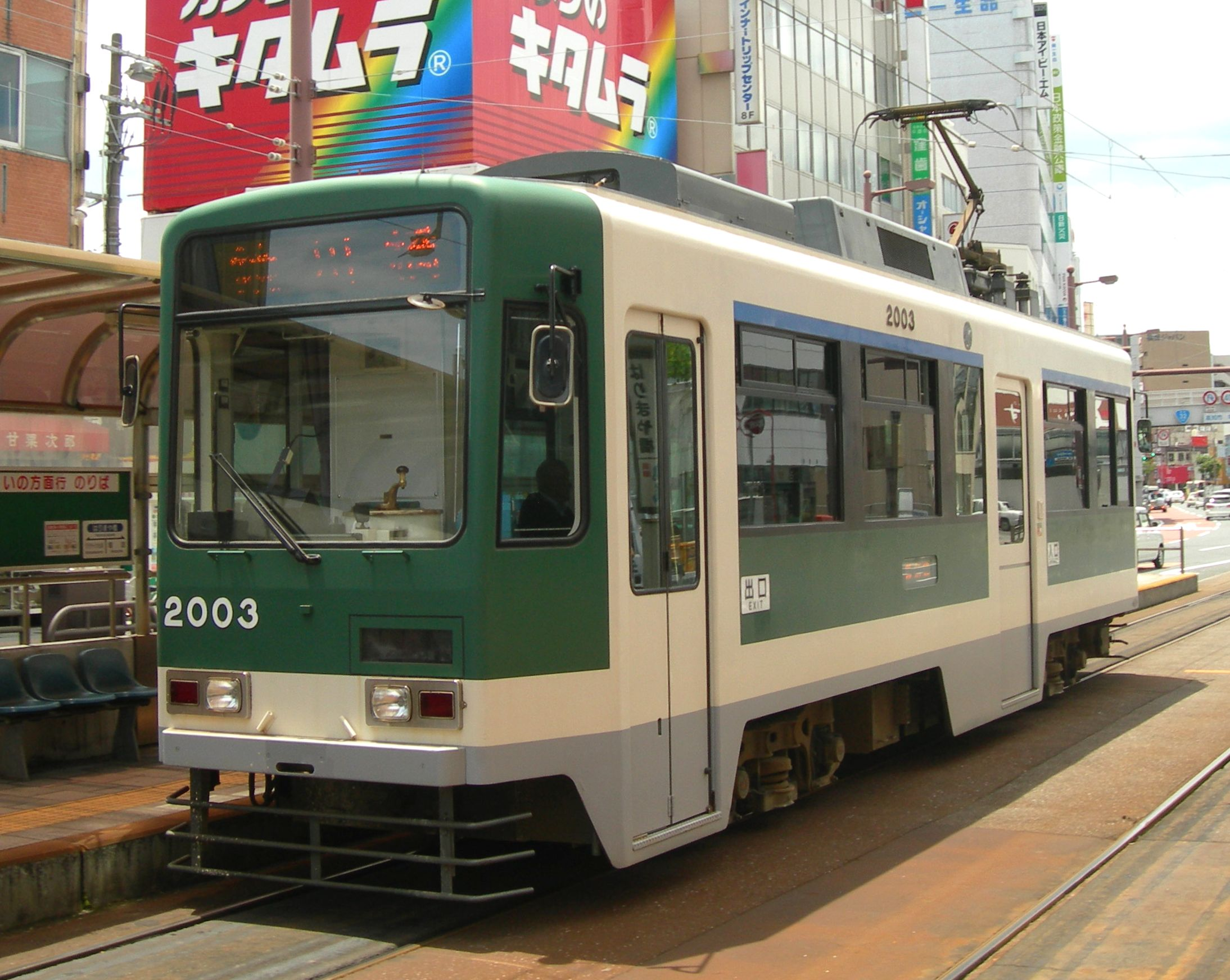
série 2000
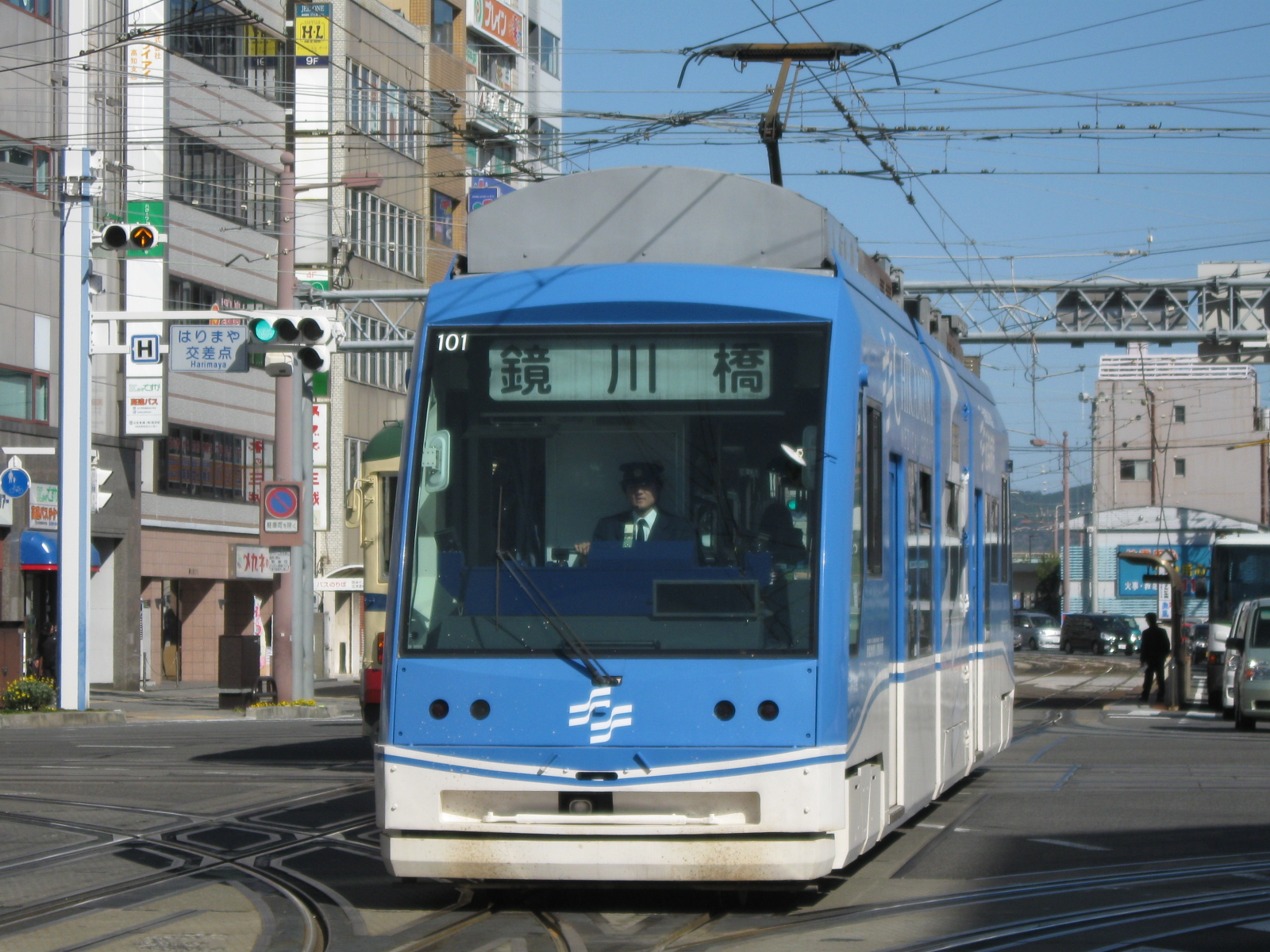
série 100
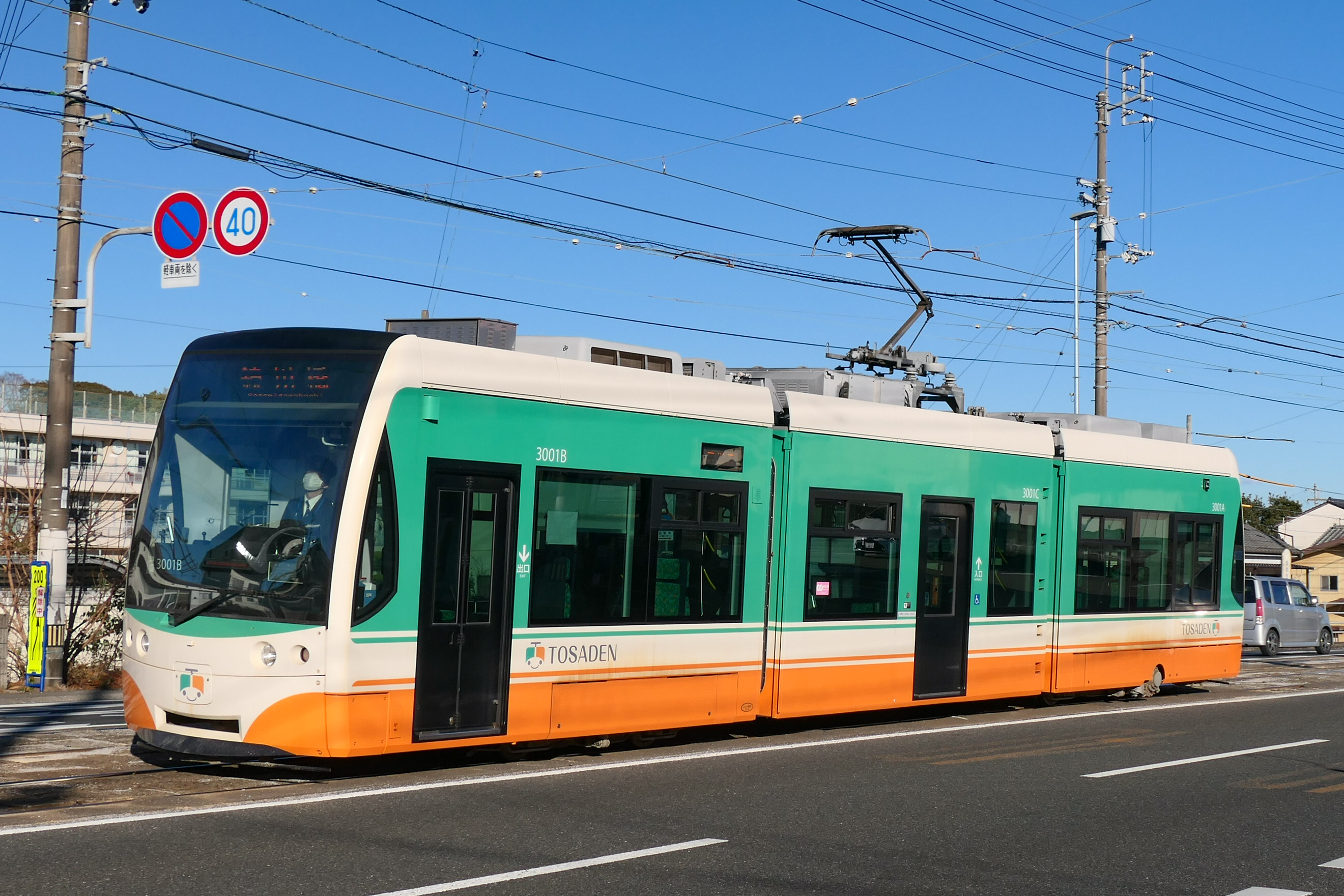
série 3000